# فرمول شیمیایی

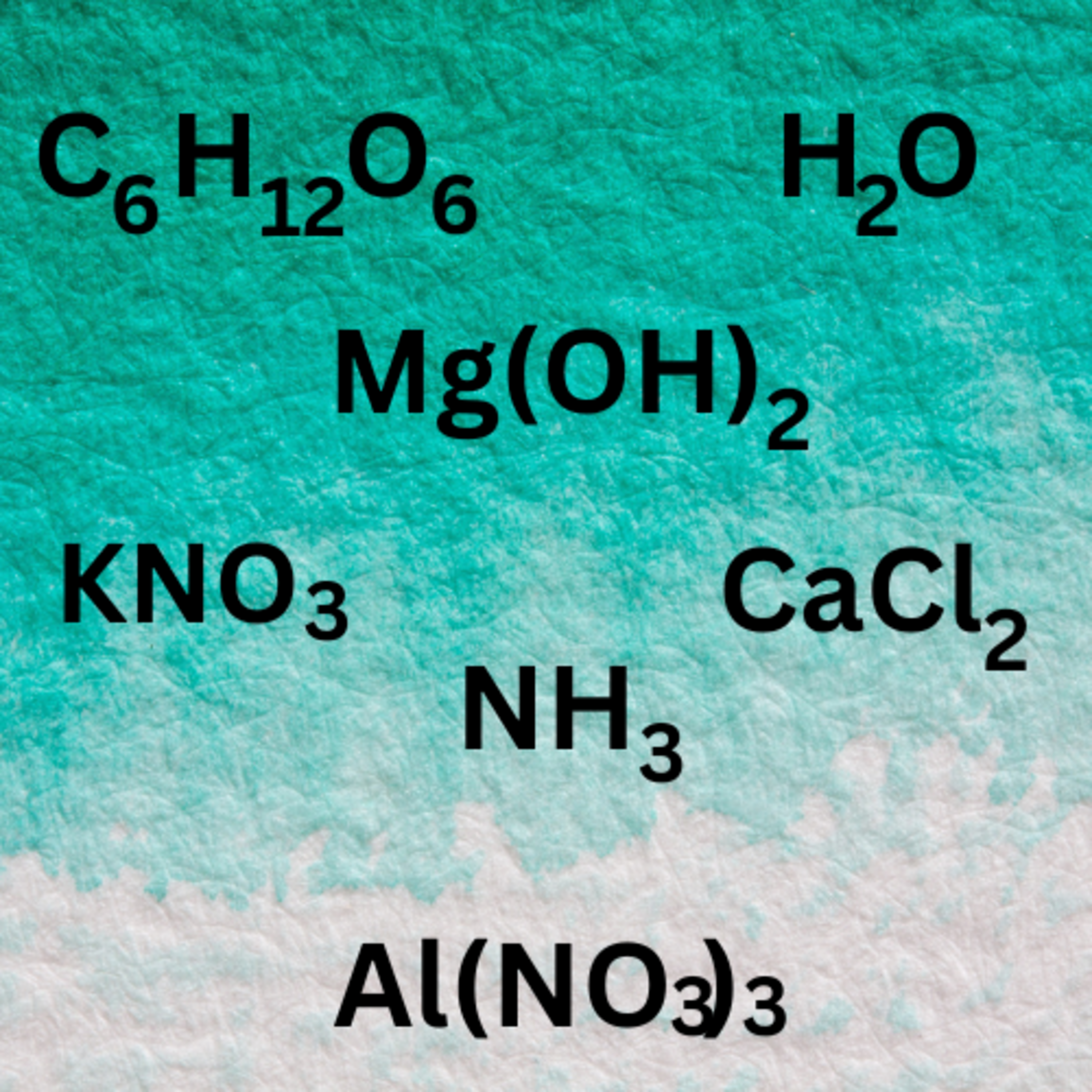
نمونه‌ای فرمول شیمیایی چند ترکیب یونی و ترکیب مولکولی معروف (آب)

فرمول شیمیایی یک راه برای بیان اطلاعات مربوط به اتم‌های تشکیل دهنده یک ترکیب شیمیایی خاص است. این دسته از فرمول‌ها به‌طور اختصاری از مواد شیمیایی، تعداد آنها در فضای اتمی-ملکولی مطرح می‌شود. هر یک از مواد مختلف در چرخه طبیعی بدن انسان و طبیعت از یک تا هزاران نوع وجود دارد.
با تکیه بر فرمول تجربی به تنهایی، یک مولکول متان برای مثال ممکن است شامل یک کربن و چهار هیدروژن یا دو کربن و هشت هیدروژن یاهر مضربی از CH۴ باشد. آب، با فرمول شیمیایی اکسیژن است. ما باید فرمول مولکولی یعنی: فرمولی که شمار واقعی هر نوع اتم را در یک مولکول نشان دهد را نیز باید پیدا کنیم.
برای پیدا کردن فرمول مولکولی باید وزن مولکولی را تعیین کنیم، امروزه وزن مولکولی را با طیف‌سنجی جرمی که به‌طور مطمئن مقدار دقیق آن را به دست می‌دهد اندازه می‌گیرند برای مثال پروپان دارای فرمول تجربیC4H12 است برای آن وزن مولکولی ۷۸۰ به دست می‌آید که نشان می‌دهد از میان فرمول‌های مولکولی ممکن فرمول صحیح باید C۲H۶ باشد. تعریف کلی
ترکیب اتمی یک ماده خالص با فرمول شیمیایی مشخص می‌شود. دریک فرمول، نمادهای شیمیایی برای نشان دادن انواع اتم‌های موجود در آن ماده و زیروندها برای مشخص کردن تعداد نسبی هرنوع از اتم‌ها به کار می‌رود. به این ترتیب اگر نمادی زیروند نداشته باشد، به این معنی است که تعداد آن یک است. فرمول شیمیایی و ترکیب یک مولکول
در مورد یک ماده شیمیایی، فرمول، مفسر ترکیب یک مولکول است و گاهی فرمول مولکولی نامیده می‌شود؛ مثلاً فرمول H2O نشان می‌دهد که یک مولکول آب شامل دو اتم هیدروژن و یک اتم اکسیژن است.
در مولکول‌های عناصر، همه اتم‌ها یکسان‌اند. تعدادی از عناصر در طبیعت به صورت مولکول‌های دو اتمی هستند. در این مولکول‌ها دو اتم به یکدیگر متصل شده‌اند. عناصری که به صورت مولکول‌های دو اتمی هستند عبارتند از:
I2 و Br2 و Cl2 و F2 و O2 و N2 و H2
به‌خاطر داشتن این نکته مهم است که این عناصر به این صورت وجود دارند، زیرا خواص شیمیایی و فیزیکی آن‌ها منعکس‌کننده ساختار مولکولی آنهاست. مولکول بعضی از عناصر بیشتر از دو اتم دارد؛ مثلاً مولکول گوگرد شامل هشت اتم و فرمول مولکولی آن S8 است فرمول مولکولی یک مولکول فسفر P4 است.
مولکول‌های مواد مرکب از دو یا چند عنصر ساخته شده‌اند. بعضی از این مولکول‌ها دو اتمی هستند مانند H, Cl و No. مولکول‌های مواد مرکب دیگر پیچیده‌ترند. فرمول مولکولی یک ماده مرکب تنها عده و نوع اتم‌های موجود در یک مولکول ماده مرکب را نشان می‌دهد. این فرمول به ما نمی‌گوید که این اتم‌ها چگونه به یکدیگر متصل شده‌اند؛ مثلاً فرمول NH3 تنها نشان می‌دهد که مولکول آمونیاک سه اتم هیدروژن و یک اتم نیتروژن دارد، اما فرمول ساختاری مولکول آمونیاک نشان می‌دهد که این اتم‌ها چگونه به یکدیگر متصل شده‌اند.
در فرمول ساختاری برای نشان دادن هر اتم نماد جداگانه‌ای بکار می‌رود و خطها چگونگی اتصال این اتم‌ها را مشخص می‌کنند. توجه داشته باشید که حتی فرمول ساختاری کمبودی دارد یعنی آرایش فضایی اتم‌های یک مولکول را نشان نمی‌دهد.
کلراید از تعداد زیادی از این یون‌ها ساخته شده که با جاذبه‌های مثبت - منفی به هم پیوسته‌اند. در این بلور به ازای هر یون کلرید، Cl-، یک یون سدیم Na+ وجود دارد و فرمول آن NaCl است. این فرمول مبین یک مولکول نیست و نشان نمی‌دهد که این یون‌ها به صورت زوج هستند، چون نمی‌توان هیچ یونی را در بلور در نظر گرفت که به‌طور انحصاری متعلق به یون دیگر باشد؛ بنابراین این فرمول ساده‌ترین نسبت یونهایی را نشان می‌دهد که برای تولید بلور سدیم کلراید لازم است. پس فرمول‌های مواد مرکب یونی از فرمول یون‌های آن مواد به دست می‌آیند؛ مثلاً فرمول باریم کلراید از فرمول یون باریم Ba2+ و فرمول یون کلرید Cl- حاصل می‌شود. چون یک بلور از لحاظ الکتریکی خنثی است، بار کلی همه یون‌های مثبت باید برابر با بارکلی همه یون‌های منفی باشد؛ بنابراین در باریم کلرید، باید به ازای هر یون باریم دو یون کلرید وجود داشته باشد.. یعنی: Bacl2. فرمول مولکولی شکل‌های دیگر عناصر
بعضی از عناصر و مواد به شکل‌هایی وجود دارند که نه مولکولی و نه یونی است. در الماس، تعداد زیادی اتم‌های کربن در یک الگوی بلوری سه بعدی با شبکه‌ای از پیوندهای مشابه با پیوندهایی که در مولکول‌ها یافت می‌شوند، به هم متصل شده‌اند. در واقع، کل بلور الماس را می‌توان به‌صورت مولکول غول‌پیکر در نظر گرفت. بعضی از مواد مرکب مثلاً سیلیسیم دی‌اکسید SiO2، شکل‌هایی مشابه با الماس دارند. فلزات، ساختارهایی دارند که در آن‌ها تعداد زیادی اتم با پیوندهایی به نام پیوندهای فلزی به هم متصل شده‌اند. این‌گونه شکل‌های دیگر مواد دارای ساختارهای پیچیده‌تری هستند. در فرمول آنها، زیروند اتم‌ها، ساده‌ترین عدد صحیحی است که نسبت درست اتم‌های موجود در ماده مورد نظر را به‌دست می‌دهد. فرمول تجربی یا خام
فرمول مولکولی هیدروژن پراکسید H2O2، نشان می‌دهد که دو اتم هیدروژن و دو اتم اکسیژن در یک مولکول هیدروژن پراکسید وجود دارد. به‌طوری که ملاحظه می‌شود نسبت اتم‌های هیدروژن به اکسیژن (۲ به ۲) ساده‌ترین نسبت عدد صحیح (که باید ۱ به ۱ باشد) نبست. فرمولی که با استفاده از ساده‌ترین نسبت عدد صحیح نوشته نمی‌شود، یک فرمول تجربی یا یک فرمول ساده نامیده نمی‌شود. پس فرمول مولکولی هیدروژن پراکسید، H2O2 نیست. فرمول تجربی آن HO است. فرمول مولکولی، ترکیب اتمی واقعی مولکول را به دست نمی‌دهد و فرمول تجربی تنها ساده‌ترین نسبت عدد صحیح اتم‌ها در یک ماده مرکب را نشان نمی‌دهد. برای بعضی از مواد مرکب مولکولی، فرمول‌های مولکولی و تجربی یکسان نیست. مثل H2O, NH3، Co2